# 送付状
送付状（そうふじょう）は、一般的にはファックスや郵便物などを送る際、その書類の送付者や宛先、枚数といった概要に、時候の挨拶などを加えた書類のこと。カバーレター、挨拶状、添え状、送り状といった呼び方をされる場合もある。
特に決まった形式はないが、一般的に送付状には以下のような項目が含まれる。
- 送付日
- 宛先
- 送付者
- 連絡先
- 所属する組織名
- 件名
- 書類の概要
- 送付枚数、部数

日本において送付状は、ファックスを送る際、書類の概要を分かりやすく示すと共に、枚数などに漏れが無いことを防ぐことが役割となる。また、企業間においても、書類を送る際には送付状を入れるのが礼儀として一般的であり、ファックス同様に書類の漏れや内容にミスが無いことを防ぐ役割を果たす。